# سيلينة أراراتية
السيلينة الأراراتية (باللاتينية: Silene araratica ) نوع نباتي يتبع جنس السيلينة من الفصيلة القرنفلية. أخذت اسمها من منطقة جبل أرارات في شرق تركيا.

## الموئل والانتشار
موطنها تركيا وأرمينيا.

## مرادفات للاسم العلمي
- (باللاتينية: Silene davisii Chowdhuri)
- (باللاتينية: Silene araratica Schischk. subsp. araratica)
- (باللاتينية: Silene araratica subsp. davisii (Chowdhuri) Ghaz.)